# Fans of Adult Media and Entertainment Awards

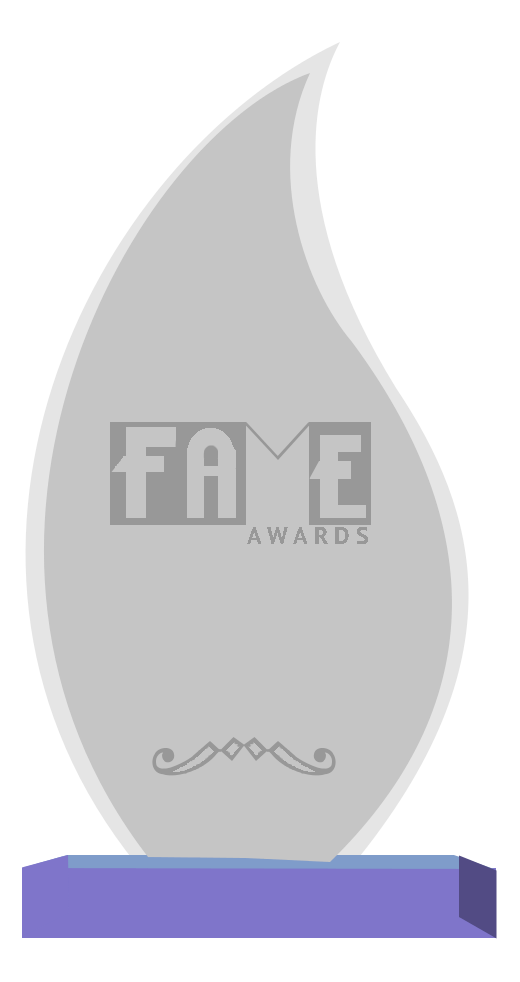
Un trofeo dei "F.A.M.E. Awards"

I Fans of Adult Media and Entertainment (F.A.M.E.) Awards sono stati creati nel 2006 dalla rivista pornografica Genesis, da Adam & Eve, WantedList.com e Adult Video News Magazine come concorso in cui il pubblico potesse votare direttamente per gli attori, le star, registi e aziende produttrici di contenuti per adulti.
Le votazioni avvengono in due turni: nel primo si formano le nomination, nel secondo si vota tra i cinque candidati che hanno accumulato più preferenze nel primo turno. Al vincitore veniva assegnato un premio a forma di lacrima. La prima edizione è stata condotta dallo speaker radiofonico e attore Bob Levy, oltre che dagli attori pornografici Carmen Luvana e Tommy Gunn.

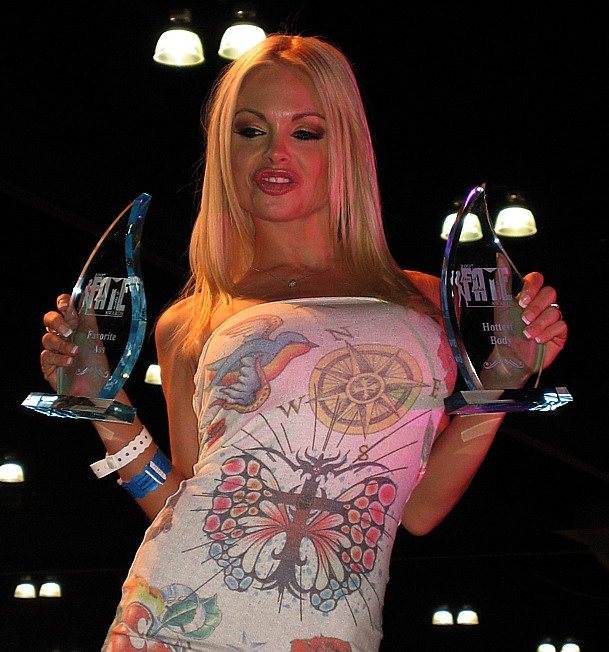
Jesse Jane con due F.A.M.E. Awards nel 2007

Nell'edizione 2007 sono stati superati i 100.000 voti ed è stata modificata la modalità di voto in quanto al secondo turno accedevano gli otto candidati più votati. L'edizione è stata condotta da Tera Patrick e Evan Stone.
Nel 2008 l'edizione è stata condotta da Jesse Jane e Randy Spears mentre quella successiva da Stormy Daniels.
La premiazione si svolgeva durante l'Erotica LA show e l'ultima edizione fu quella del 2010, condotta da Sunny Leone e Jessica Drake.

## Vincitori
| Categoria                      | Vincitori                    | Vincitori            | Vincitori        | Vincitori                       | Vincitori                   |
| ------------------------------ | ---------------------------- | -------------------- | ---------------- | ------------------------------- | --------------------------- |
| Categoria                      | 2006                         | 2007                 | 2008             | 2009                            | 2010                        |
| Favorite Female Starlet        | Jenna Jameson                | Tera Patrick         | Tera Patrick     | Tera Patrick                    | Tori Black                  |
| Favorite Male Star             | Ron Jeremy                   | Randy Spears         | Evan Stone       | Evan Stone                      | Evan Stone                  |
| Favorite Oral Starlet          | Carmen Luvana                | Jenna Haze           | Penny Flame      | Jenna Haze                      | Sasha Grey                  |
| Favorite Anal Starlet          | Taylor Rain                  | Courtney Cummz       | Jenna Haze       | Belladonna                      | Jenna Haze                  |
| Favorite Breasts               | Stormy Daniels               | Stormy Daniels       | Ashlynn Brooke   | Stormy Daniels                  | Sunny Leone                 |
| Favorite Ass                   | Jenna Haze                   | Teagan Presley       | Gina Lynn        | Teagan Presley                  | Alexis Texas                |
| Hottest Body                   | Jenna Jameson                | Jesse Jane           | Jesse Jane       | Jesse Jane                      | Teagan Presley              |
| Favorite Female Rookie         | Alektra Blue e Brandy Talore | Amy Ried             | Bree Olson       | Tori Black                      | Lupe Fuentes                |
| Favorite Feature Movie         | Pirates                      | Island Fever 4       | Babysitters      | Pirates II: Stagnetti's Revenge | 2040                        |
| Favorite Gonzo Movie           | Belladonna: No Warning       | Jenna Haze Dark Side | InTERActive      | Lex the Impaler 3               | Tori Black Is Pretty Filthy |
| Favorite Celebrity Sex Tape    |                              |                      | 1 Night in Paris |                                 |                             |
| Favorite Director              | Jules Jordan                 | Jules Jordan         | Stormy Daniels   | Belladonna                      | Jules Jordan                |
| Dirtiest Girl in Porn          | Taryn Thomas                 | Belladonna           | Hillary Scott    | Jenna Haze                      | Jenna Haze                  |
| Favorite Studio                |                              | Vivid Entertainment  | Evil Angel       | Brazzers                        | Vivid Entertainment         |
| Favorite Performer of All Time |                              | Jenna Jameson        |                  |                                 |                             |
| Favorite Star Website          |                              |                      | Brooke Haven     | Tera Patrick                    |                             |
| Favorite Underrated Star       |                              |                      |                  | Daisy Marie                     | Lexi Belle                  |
| Favorite Cougar                |                              |                      |                  |                                 | Lisa Ann                    |
| Favorite Parody                |                              |                      |                  |                                 | Batman XXX: A Porn Parody   |